# Аронова, Раиса Ермолаевна
Раиса Ермолаевна Аронова (10 февраля 1920 — 20 декабря 1982) — советская лётчица, участница Великой Отечественной войны, старшая лётчица 46-го гвардейского ночного бомбардировочного авиационного Таманского Краснознамённого полка (325-я ночная бомбардировочная авиационная дивизия, 4-я воздушная армия, 2-й Белорусский фронт), гвардии лейтенант. Герой Советского Союза.

## Биография
Родилась 10 февраля 1920 года в Саратове в семье рабочего-железнодорожника.
Окончила среднюю школу № 95, аэроклуб, два курса Саратовского института механизации сельского хозяйства имени М. И. Калинина. В 1940 году перевелась в Московский авиационный институт.
В октябре 1941 года пошла в Красную Армию. В 1942 году окончила Энгельсскую военную школу лётчиков. В том же году была принята в ВКП(б).
С мая 1942 года до победы над Германией в Великой Отечественной войне сражалась в составе 4-й воздушной армии на Северо-Кавказском, 4-м Украинском и 2-м Белорусском фронтах. Принимала участие в обороне Кавказа, освобождении Крыма, Белоруссии, Польши, разгроме врага на территории Германии.
Ранена 23 марта 1943 года. Рядом с бортом её самолета разорвался зенитный снаряд. В результате она получила 34 осколочных ранения. 17 крупных осколков хирургам удалось удалить, 17 поменьше до конца жизни остались у неё в боку. Они и стали причиной её преждевременного ухода из жизни — закапсулировались и вызвали серьезное заболевание крови, которое и привело к смерти спустя 39 лет. В 1943 году, она смогла восстановиться и продолжала летать, несмотря на боль.
За боевые отличия награждена двумя орденами Красного Знамени (1943, 1945), орденами Отечественной войны 1-й степени (1944), Красной Звезды (1942), медалями «3а оборону Кавказа» и «За победу над Германией в Великой Отечественной войне 1941—1945 гг.».
Звание Героя Советского Союза с вручением ордена Ленина и медали «Золотая Звезда» № 8961 Раисе Ермолаевне Ароновой присвоено 15 мая 1946 года за 941 боевой вылет, нанесение большого урона противнику и проявленные при этом доблесть и мужество.
В послевоенные годы Р. Е. Аронова окончила Военный институт иностранных языков (1952). Служила в аппарате ЦК КПСС, МВД СССР, КГБ СССР. Занималась чтением и переводом иностранной дипломатической, военной, коммерческой и агентурной шифрованной переписки, участвовала в работах по аналитическому раскрытию шифров и кодов иностранных государств.
С 1961 года майор Аронова — в запасе, жила и работала в Москве.
Умерла 20 декабря 1982 года. Похоронена в Москве, на Кунцевском кладбище.

## Семья
Муж: Леонид Степанович Пляц (1916—1980) — майор авиации, полярный летчик.

Сын: Анатолий Леонидович Пляц (р. 1948).

## Книги
- «Ночные ведьмы». Саратов, 1983.
- Тревожные ночи // Героини. — М., 1969

и другие